# Norra Fiansjön
Norra Fiansjön är en sjö i Vilhelmina kommun i Lappland och ingår i Umeälvens huvudavrinningsområde. Sjön har en area på 0,787 kvadratkilometer och ligger 438 meter över havet. Sjön avvattnas av vattendraget Storbäcken.

## Delavrinningsområde
Norra Fiansjön ingår i det delavrinningsområde (719426-155990) som SMHI kallar för Utloppet av Norra Fiansjön. Medelhöjden är 480 meter över havet och ytan är 10,33 kvadratkilometer. Räknas de 3 avrinningsområdena uppströms in blir den ackumulerade arean 48,45 kvadratkilometer. Storbäcken som avvattnar avrinningsområdet har biflödesordning 2, vilket innebär att vattnet flödar genom totalt 2 vattendrag innan det når havet efter 291 kilometer. Avrinningsområdet består mestadels av skog (40 procent) och sankmarker (47 procent). Avrinningsområdet har 0,78 kvadratkilometer vattenytor vilket ger det en sjöprocent på 7,6 procent.